# João Basso
João Othavio Basso, más conocido como João Basso (Curitiba, Paraná, Brasil, 13 de enero de 1997), es un futbolista brasileño que juega como defensa en el Santos del Campeonato Brasileño de Serie A.

## Carrera

### Paraná
Nacido en Curitiba, Paraná, Basso se unió a las categorías juveniles del Paraná Clube procedente de Andraus, después de haber representado al Atlético Paranaense. Debutó en el primer equipo el 28 de noviembre de 2015, entrando como sustituto en los minutos finales por Carlão en un empate 1-1 fuera de casa contra el Sampaio Corrêa en la Serie B.
Basso fue definitivamente ascendido al plantel principal por el entrenador Claudinei Oliveira el 9 de febrero de 2016, y comenzó a ser titular habitual en el club durante la Serie B de ese año bajo la dirección de Marcelo Martelotte, pero en la posición de mediocampista defensivo.

### Estoril
El 24 de agosto de 2016, Basso se trasladó al extranjero y fue anunciado en el Estoril Praia de la Primeira Liga portuguesa. Debutó con el club el 26 de octubre, comenzando en una derrota por 1-0 como visitante ante el Moreirense, en la Taça da Liga de la temporada.
Basso hizo su debut en la categoría principal del fútbol portugués el 13 de enero de 2017, reemplazando a su compatriota Eduardo Teixeira y anotando el gol del empate en una derrota como visitante por 2-1 contra el Arouca.

#### Préstamo al Real Massamá
El 27 de julio de 2017, después de solo un partido más, Basso fue cedido al Real Massamá de la LigaPro por un año. Anotó dos veces en 23 apariciones en total para el club, antes de regresar al Estoril y ser utilizado principalmente en el equipo sub-23.

### Arouca
El 31 de agosto de 2019, Basso firmó con Arouca en el Campeonato de Portugal. Como titular inmediato, contribuyó a las dos promociones consecutivas del club y renovó su contrato hasta 2024 el 19 de agosto de 2022.
Basso actuó como capitán del equipo durante la campaña 2022-23, cuando Arouca se clasificó para la UEFA Europa Conference League.

### Santos
El 31 de julio de 2023, Basso regresó a su país natal después de acordar un contrato de tres años y medio con Santos en la Serie A. Debutó con el club el 5 de agosto, comenzando en un empate 1-1 en casa contra Athletico Paranaense."